# Санабрия
Санабрия (исп. Sanabria) — историческая область и район (комарка) в Испании, находится в провинции Самора. В районе находится крупное, по испанским меркам, озеро Санабрия.

## Муниципалитеты
1. Галенде
2. Кобрерос
3. Педральба-де-ла-Прадериа
4. Пиас
5. Пуэбла-де-Санабриа
6. Рекехо
7. Робледа-Сервантес
8. Росинос-де-ла-Рекехада
9. Трефасио
10. Эрмисенде